# Cedric Benson
Pour les articles homonymes, voir Benson.
(en) Statistiques sur pro-football-reference
Cedric Myron Benson est un joueur américain de football américain, né le 28 décembre 1982 à Midland (Texas) et mort le 17 août 2019 à Austin (Texas), qui évoluait au poste de running back dans la National Football League (NFL).

## Biographie

### Carrière universitaire
Cedric Benson effectue sa carrière universitaire avec les Longhorns du Texas.

### Carrière professionnelle

#### Bears de Chicago

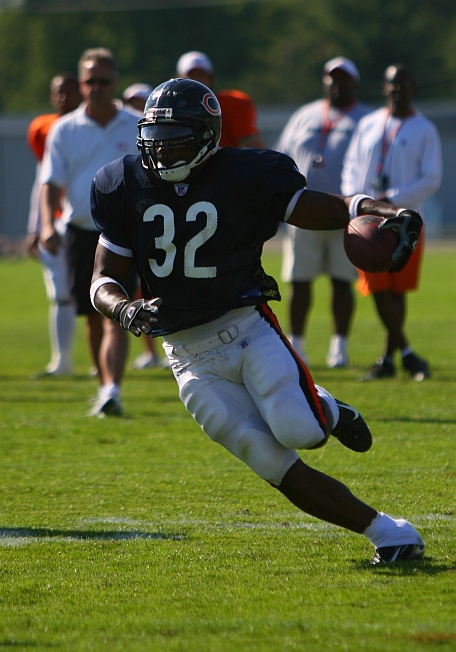
Cedric Benson en 2007.

Il est sélectionné à la 4e place, lors du premier tour de la draft 2005 de la NFL, par les Bears de Chicago. En négociations pour un contrat, il manque une grande partie du camp d'entraînement des Bears. Le 28 août, Benson et les Bears s'entendent finalement sur un contrat de 5 ans pour un montant de 35 millions de dollars, dont 17 millions de dollars garantis. Benson ayant manqué à l'appel durant la pré-saison, les Bears font de Thomas Jones leur running back titulaire pour le début de la saison 2005.
Lors de la saison régulière, les bonnes performances de Jones font que Benson est peu utilisé. Néanmoins, lors du neuvième match du calendrier face aux Saints de la Nouvelle-Orléans, il prend le relais après que Jones se soit blessé aux côtés et court pour 79 yards en 14 tentatives. Il est titularisé lors du match suivant contre les 49ers de San Francisco, mais se blesse au genou en cours de partie. Les Bears annoncent qu'il a subi une entorse au ligament collatéral tibial et qu'il doit manquer plusieurs semaines d'activité. Il termine la saison avec 272 yards à la course en 67 tentatives, le tout en 9 parties.
La saison suivante, il commence une nouvelle fois la saison comme deuxième running back derrière Thomas Jones. Le 8 octobre face aux Bills de Buffalo, il marque ses deux premiers touchdowns en carrière. Lors du dernier match de la saison contre les Packers de Green Bay, il court pour la première fois de sa carrière pour au moins 100 yards durant une partie, cumulant 109 yards à la course en 13 tentatives. Lors de la phase éliminatoire, il est de nouveau le second violon à Jones. Lors du match de championnat NFC contre les Saints de la Nouvelle-Orléans, il court pour 60 yards en 24 tentatives, le plus grand nombre reçus durant la saison, et marque un touchdown en quatrième quart-temps, mais Jones a couru le double en moins de tentatives. Il se blesse au genou lors de la première moitié du Super Bowl XLI contre les Colts d'Indianapolis et manque le restant de la partie.
Il devient le running back titulaire des Bears en 2007 après l'échange de Thomas Jones aux Jets de New York. Sa saison est marquée par plusieurs performances inconstantes, mais son jeu se stabilise après le bye week. Il se blesse toutefois à la cheville contre les Broncos de Denver lors de la semaine 12 et doit manquer le restant de la saison. 
Le 9 juin 2008, il est libéré par les Bears après sa deuxième arrestation en cinq semaines pour conduite sous influence. 

#### Bengals de Cincinnati
Le 30 septembre 2008, il tente de relancer sa carrière avec les Bengals de Cincinnati en signant un contrat d'un an et 525 000 dollars. Après avoir commencé comme substitut à Chris Perry, il devient titulaire dès la septième seamine. Deux semaines plus tard, contre les Jaguars de Jacksonville, il court pour 104 yards et marque un touchdown, aidant les Bengals à remporter leur première victoire de la saison. Il réalise deux autres matchs d'au moins 100 yards lors des deux derniers matchs de la saison. En 12 parties, il termine la saison avec un total de 932 yards : 747 à la course et 185 à la réception.
Le 3 mars 2009, il prolonge de deux ans son contrat avec les Bengals. Lors de la semaine 7 contre les Bears, il connaît sa meilleure performance en carrière en courant pour 189 yards contre son ancienne équipe. Il connaît sa première saison d'au moins 1 000 yards à la course cette saison, avec un total de 1 251 yards. Devenu un des éléments importants dans l'attaque des Bengals, il ne peut toutefois empêcher la défaite des Bengals au premier tour éliminatoire contre les Jets de New York et ce, malgré une performance de 169 yards et un touchdown.
Après avoir couru une nouvelle fois pour au moins 1 000 yards lors de la saison 2010, il reste à Cincinnati en signant une entente d'un an et 4,5 millions de dollars. Malgré une troisième saison consécutive d'au moins 1 000 yards à la course, l'entraîneur principal des Bengals Marvin Lewis décide de ne pas ramener Benson dans l'équipe pour la saison 2012.

### Mort
Cedric Benson meurt dans un accident de moto le 17 août 2019 à Austin au Texas à l'âge de 36 ans.

## Statistiques

### NFL
| Année              | Équipe                | MJ                 |       | Courses | Courses | Courses | Courses |       | Passes réceptionnées | Passes réceptionnées | Passes réceptionnées | Passes réceptionnées |  | Fumbles | Fumbles |
| Année              | Équipe                | MJ                 | Nb.   | Yards   | Moy.    | TD      | Nb.     | Yards | Moy.                 | TD                   | Nb.                  | Perdus               |  |         |         |
| 2005               | Bears de Chicago      | 9                  | 67    | 272     | 4,1     | 0       | 1       | 3     | 3,0                  | 0                    | 1                    | 1                    |  |         |         |
| 2006               | Bears de Chicago      | 15                 | 157   | 647     | 4,1     | 6       | 8       | 54    | 6,8                  | 0                    | 0                    | 0                    |  |         |         |
| 2007               | Bears de Chicago      | 11                 | 196   | 674     | 3,4     | 4       | 17      | 123   | 7,2                  | 0                    | 3                    | 2                    |  |         |         |
| 2008               | Bengals de Cincinnati | 12                 | 214   | 747     | 3,5     | 2       | 20      | 185   | 9,3                  | 0                    | 2                    | 1                    |  |         |         |
| 2009               | Bengals de Cincinnati | 13                 | 301   | 1 251   | 4,2     | 6       | 17      | 111   | 6,5                  | 0                    | 1                    | 0                    |  |         |         |
| 2010               | Bengals de Cincinnati | 16                 | 321   | 1 111   | 3,5     | 7       | 28      | 178   | 6,4                  | 1                    | 7                    | 5                    |  |         |         |
| 2011               | Bengals de Cincinnati | 15                 | 273   | 1 067   | 3,9     | 6       | 15      | 82    | 5,5                  | 0                    | 5                    | 2                    |  |         |         |
| 2012               | Packers de Green Bay  | 5                  | 71    | 248     | 3,5     | 1       | 14      | 97    | 6,9                  | 0                    | 1                    | 0                    |  |         |         |
| Totaux en carrière | Totaux en carrière    | Totaux en carrière | 1 600 | 6 017   | 3,8     | 32      | 120     | 833   | 6,9                  | 1                    | 20                   | 11                   |  |         |         |